# Walk of Fame Europe

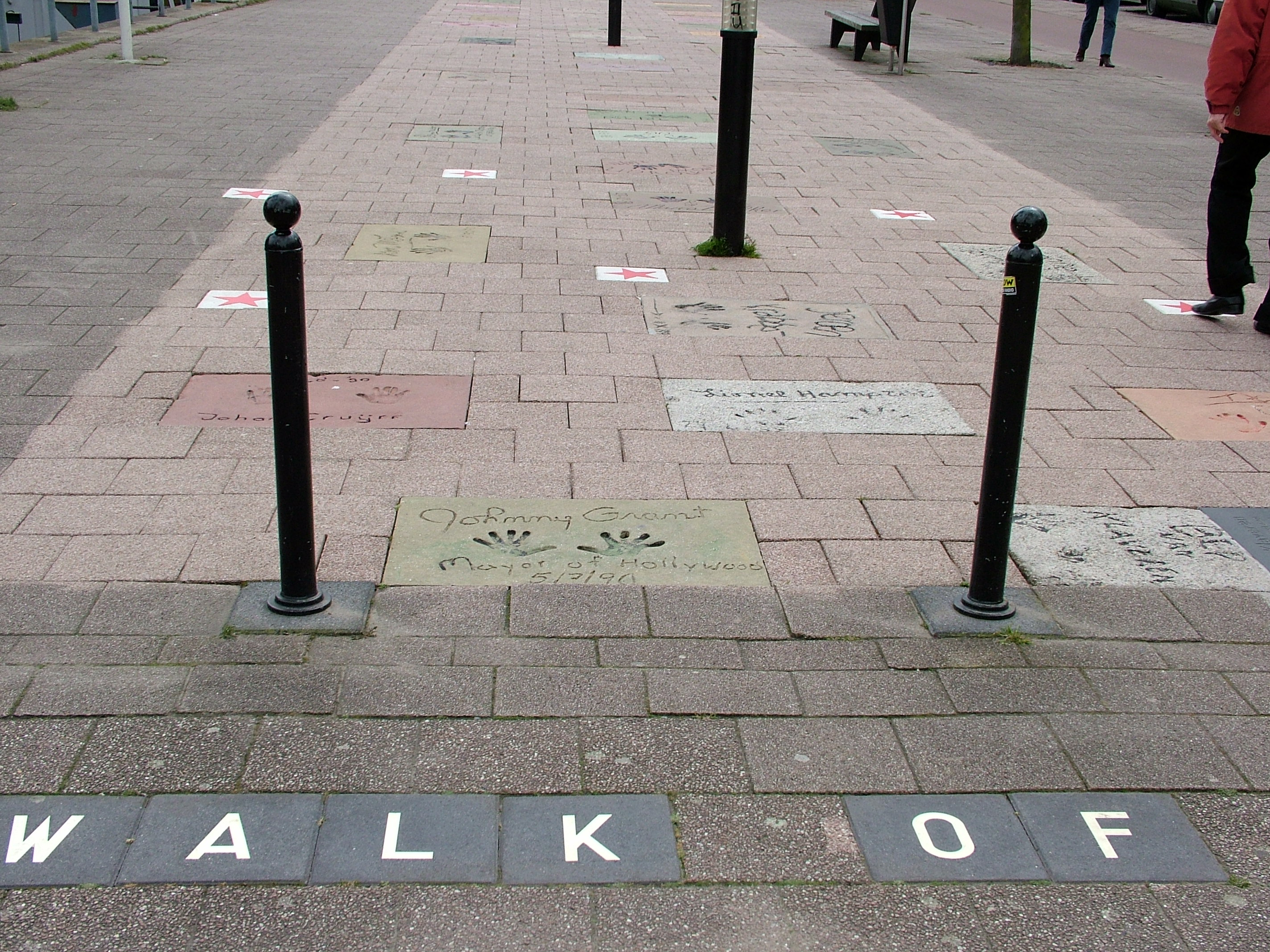
Der Walk of Fame Europe

Der Walk of Fame Europe war eine Touristenattraktion im niederländischen Rotterdam. Er lag auf dem Schiedamsedijk in der Nähe des Maritiem Museum Rotterdam und des Buitenmuseums. Zahlreiche bekannte Persönlichkeiten der Showbranche und des öffentlichen Lebens besaßen dort eine Erinnerungsstelle, an der ihre Hand- oder Fußabdrücke in Zement zu sehen waren.
Die Gedenkstätte wurde offiziell etwas irreführenderweise als europäisches Äquivalent zum Walk of Fame in Hollywood bezeichnet, entsprach aber in der Ausstattung vielmehr den Gedenkplatten im Eingangsbereich des Grauman’s Chinese Theatre in Hollywood, die mit dem dortigen Walk of Fame in keinem direkten Zusammenhang stehen.
Eröffnet wurde der sogenannte Starboulevard am 5. Mai 1990 durch Johnny Grant, der zu dieser Zeit als Honorary Mayor of Hollywood („Bürgermeister von Hollywood ehrenhalber“) den dortigen Walk of Fame betreute. Als erster hinterließ der Box-Olympiasieger Bep van Klaveren Abdrücke seiner Hand und seiner Faust im Zement. Es hatten sich mehr als 225 Personen verewigt.
Im Gegensatz zum Vorbild in Hollywood überwogen in Rotterdam Musiker.
Laut der zurzeit noch existierenden Webseite des Walk of Fame Europe, siehe Weblink unten – abgerufen am 12. August 2023 – wurde der Walk of Fame im April 2022 im Zuge der Innenstadtsanierung Rotterdams aus Kostengründen aufgelöst. Der Verbleib der Bodenfliesen ist zum Teil auf der Webseite dokumentiert.

## Auswahl geehrter Personen

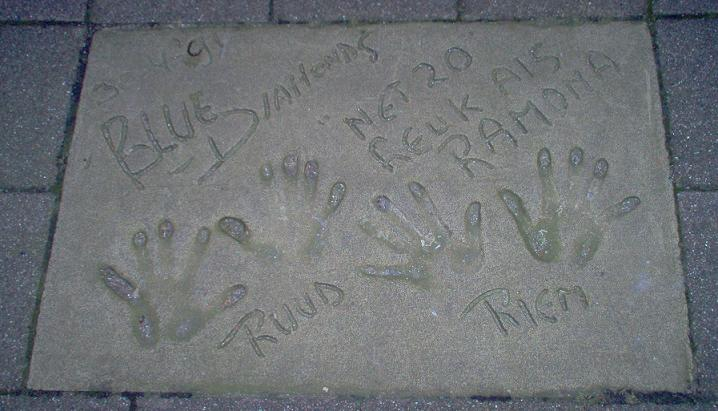
Blue Diamonds

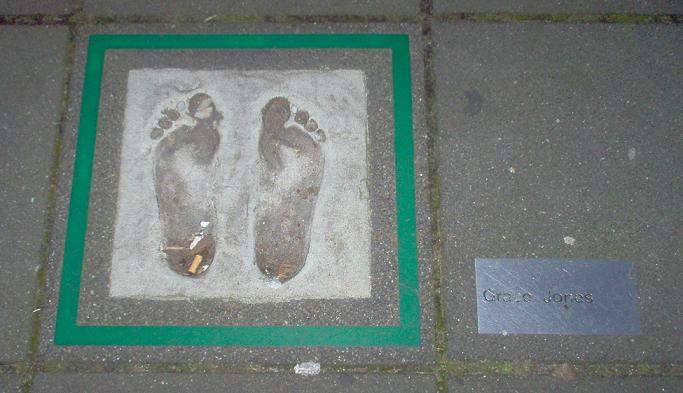
Grace Jones

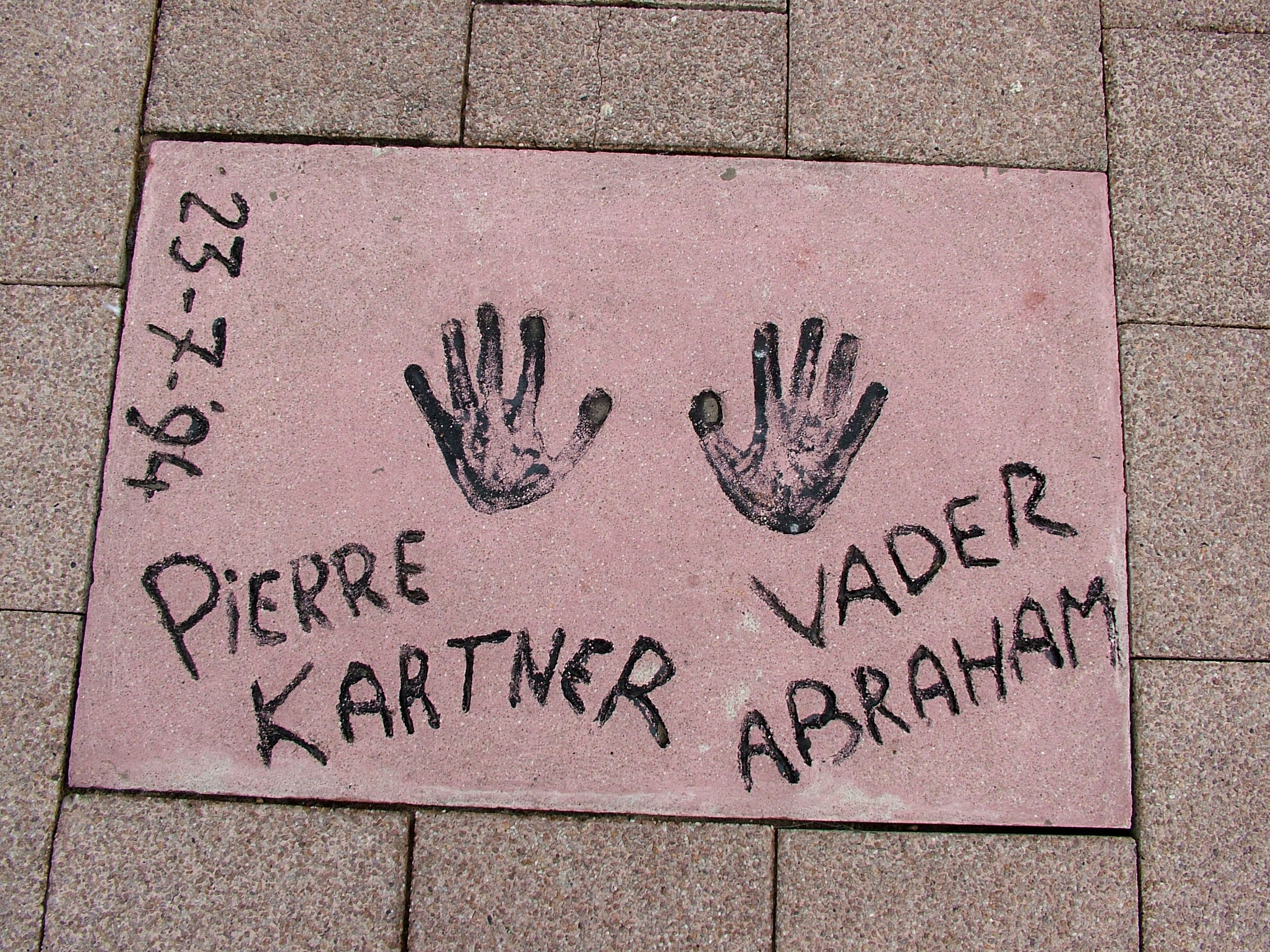
Pierre Kartner (Vader Abraham)

A
- Bryan Adams
- Willeke Alberti
- Willeke van Ammelrooy

B
- Al Bano
- Shirley Bassey
- Frans Bauer
- Marco Bakker
- Gilbert Bécaud
- Blue Diamonds
- Mies Bouwman
- Pia Beck
- Fanny Blankers-Koen
- Bon Jovi
- Toni Braxton
- Hans van Breukelen
- Inge de Bruijn
- BZN
- Dave Brubeck
- Dick Bruna
- Herman Brood
- Jos Brink
- James Brown
- Chris de Burgh

C
- Johnny Cash
- Ray Charles
- Hugo Claus
- David Clayton-Thomas
- Joe Cocker
- Joan Collins
- The Commodores
- Eddie Constantine
- Paolo Conte
- Nelli Cooman
- David Copperfield
- Carmine Coppola
- Elvis Costello
- Robert Cray

D
- Dame Edna
- John Denver
- Candy Dulfer
- Louis van Dijk
- Sjoukje Dijkstra
- Fats Domino
- Donovan
- Pia Douwes
- The Dubliners
- André van Duin

E
- Duane Eddy
- Tonny van Ede
- Engelbert
- Gloria Estefan
- The Everly Brothers

F
- Fleetwood Mac
- Freddy Fender
- Bryan Ferry

G
- Gloria Gaynor
- Anton Geesink
- Yvonne van Gennip
- Waleri Gergijew
- Rex Gildo
- Dizzy Gillespie
- Golden Earring
- Johnny Grant
- Boudewijn de Groot
- Anky van Grunsven

H
- Scott Hamilton
- Lionel Hampton
- Emmylou Harris
- Pieter van den Hoogenband
- Linda Hopkins
- Elly van Hulst

I
- Janis Ian
- Julio Iglesias

J
- La Toya Jackson
- Pim Jacobs
- Al Jarreau
- Gerard Joling
- Grace Jones
- Tom Jones
- Udo Jürgens

K
- Pierre Kartner
- Nigel Kennedy
- Chaka Khan
- B. B. King
- Bep van Klaveren
- Mark Knopfler
- Ada Kok
- Jeroen Krabbé
- Richard Krajicek

L
- James Last
- Vicky Leandros
- Level 42
- Johnny Logan
- Helmut Lotti

M
- Barry Manilow
- Hendrika Mastenbroek
- MC Hammer
- Don McLean
- Meat Loaf
- Katie Melua
- Anita Meyer
- Rinus Michels
- Nana Mouskouri

N
- Willie Nelson

O
- Wubbo Ockels

P
- Laura Pausini
- Romina Power

R
- Lou Rawls
- Ivan Rebroff
- Rita Reys
- Cliff Richard
- Lionel Richie
- André Rieu
- David Lee Roth
- Roxette

S
- Carlos Santana
- Scorpions
- Nancy Sinatra
- Mercedes Sosa
- Spandau Ballet
- Dave Stewart

T
- The Three Degrees
- 3T
- Toots Thielemans
- Marianne Timmer
- Marten Toonder
- Toto
- Lee Towers
- Tina Turner
- Shania Twain

U
- UB40

V
- Gino Vannelli
- Suzanne Vega

W
- Dionne Warwick
- Barry White
- Roger Whittaker
- Faas Wilkes
- Vanessa Williams

Y
- Paul Young

Z
- Zucchero